# 国際ドキュメンタリー協会
国際ドキュメンタリー協会（英語: International Documentary Association ; IDA）は、アメリカ合衆国カリフォルニア州ロサンゼルスに本部を置く非営利団体である。
1982年設立。1984年国際ドキュメンタリー協会賞（IDAドキュメンタリー・アワード、英語: IDA Documentary Awards）開始。